# Шунтовый нефрит
Шунтовый нефрит — это редкое заболевание почек, которое может развиться у пациентов, проходящих лечение гидроцефалии с помощью церебрального шунта. Обычно оно возникает из-за инфицированного шунта, который вызывает хроническую инфекцию крови, особенно бактерией Staphylococcus epidermidis. Заболевание почек возникает в результате иммунного ответа, при котором в почках откладываются иммунные комплексы. Наиболее распространёнными признаками и симптомами этого заболевания являются кровь и белок в моче, анемия и высокое кровяное давление. Диагноз ставится на основании этих симптомов в сочетании с характерными лабораторными показателями. Лечение включает антибиотики и немедленное удаление инфицированного шунта. Более половины людей с шунтирующим нефритом полностью выздоравливают; у большинства остальных в той или иной степени сохраняется заболевание почек.